# Damià
Damià Abella Pérez (ur. 15 kwietnia 1982 w Olot) – piłkarz hiszpański, występujący na pozycji prawego obrońcy lub prawego pomocnika.

## Życiorys
Damià rozpoczął grę w klubach piłkarskich już w wieku 8 lat. Grał w wielu drużynach juniorskich w Katalonii. Pierwszym jego klubem z którym podpisał kontrakt był Peralada. Następnie przeniósł się do Valencii C. W sezonie 2003/2004 zatrudnili go właściciele klubu Figueres grającego w Segunda División B.
Do Barcelony B trafił w sezonie 2004/2005 jako nieznany zawodnik, ale kontuzje w składzie zespołu otwarły mu drogę do podstawowej jedenastki pierwszego zespołu. W Primera División debiutował 30 października 2004 w meczu przeciwko Athletic Bilbao na San Mamés. W meczu tym jego podanie otworzyło drogę do strzelenia bramki Samuelowi Eto’o. Dzięki temu oraz następnym występom wywalczył miejsce w składzie Barcelony. W sezonie 2005/2006 był wypożyczony do Racingu Santander. Od lipca 2006 do lipca 2010 Damià był graczem Realu Betis. Po spadku klubu do Segunda División w sezonie 2009/2010 Hiszpan odszedł do Osasuny.

## Sukcesy
FC Barcelona
- Mistrzostwo Hiszpanii: 2004/2005
- Superpuchar Hiszpanii: 2005/2006